# Walter Wolf (Journalist, 1953)

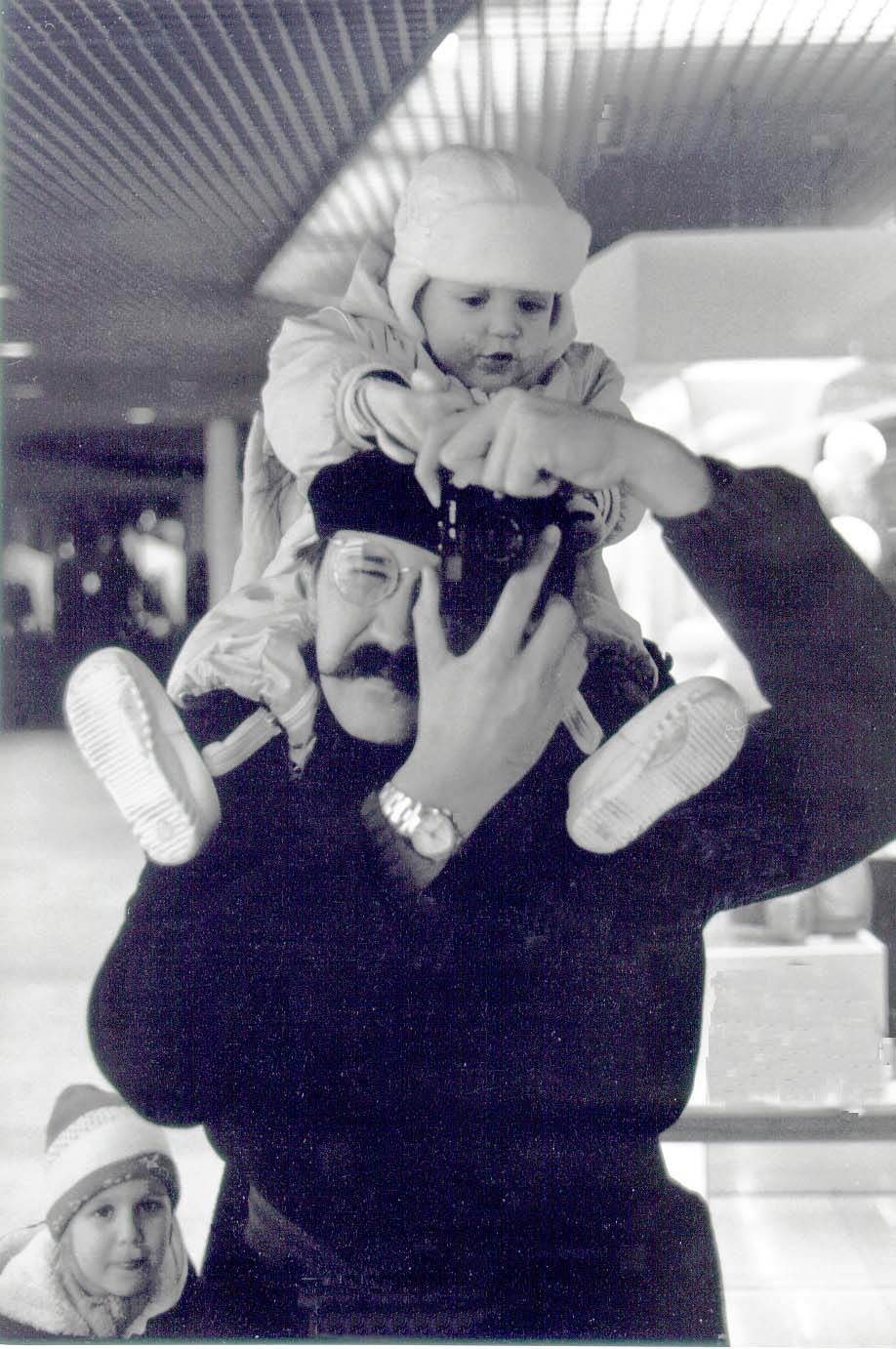
Walter Wolf mit Sohn und Tochter 1987

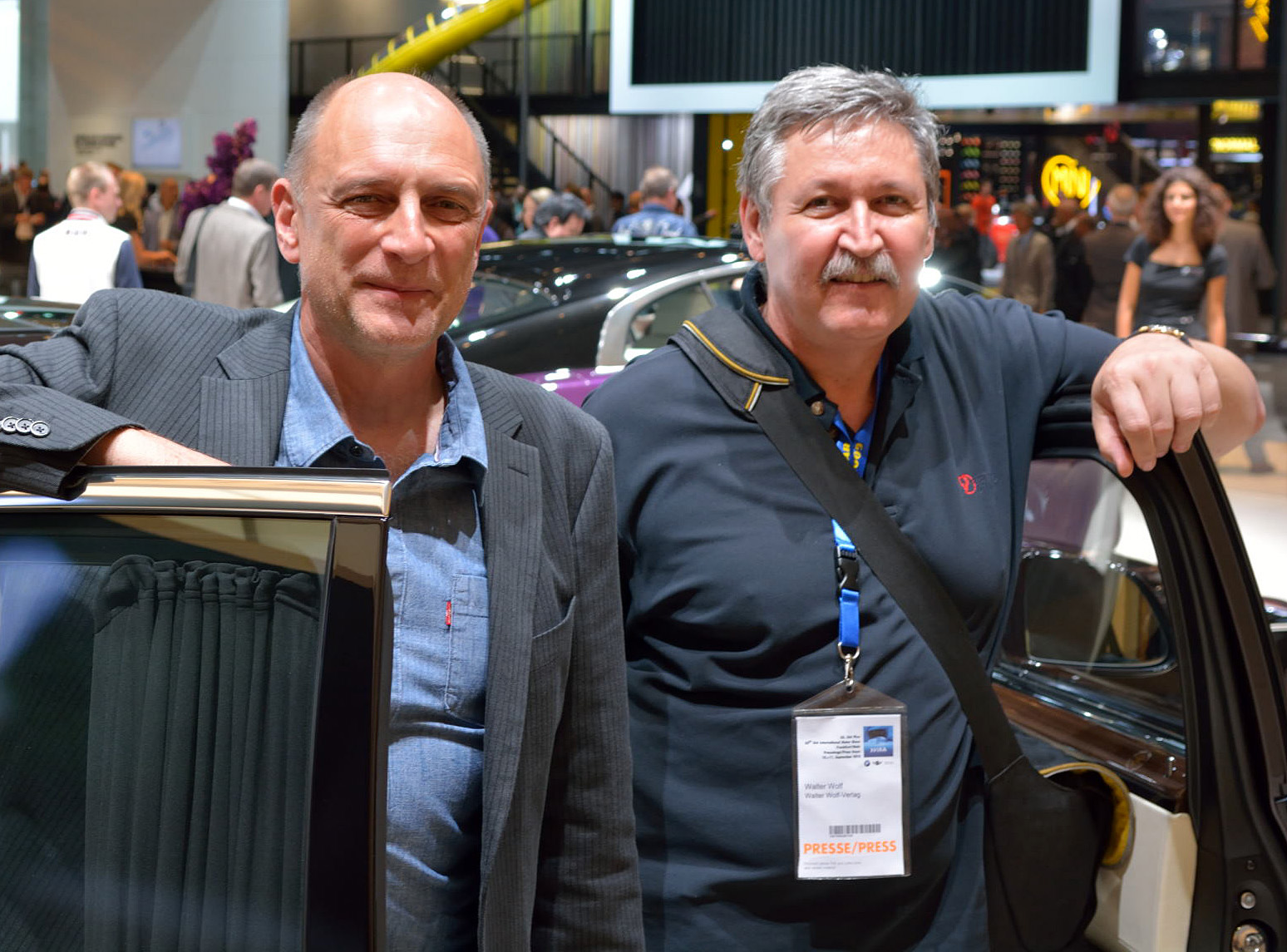
Walter Wolf und Helmut Horn auf der IAA in FFM 2013

Walter Wolf (* 1. März 1953 in Riedstadt, Hessen) ist ein deutscher Fachjournalist und Fotograf für die Bereiche Automobiltechnik und ‑geschichte. Er publiziert in Autozeitschriften in Deutschland, den Niederlanden, der Schweiz, Österreich, Großbritannien, Schweden und Finnland. Er betreibt einen eigenen Verlag, in dem er neben automobilen Themen auch Mundart und eine wissenschaftliche Reihe verlegt.

## Leben
Nach dem Abitur 1972 im Gymnasium Gernsheim studierte Walter Wolf an der Goethe-Universität in Frankfurt am Main und der Philipps-Universität Marburg Deutsch und Politik. 1978 schloss er das Studium mit dem Staatsexamen in Frankfurt ab. Von 1978 bis 1980 war er DAAD-Lektor an der Universität von Jyväskylä, Finnland. Es folgte von 1980 bis 1985 eine wissenschaftliche Mitarbeit an der Goethe-Universität in Frankfurt am Main. Zudem war Wolf von 1984 bis 1985 Redaktionsmitglied des Mitteilungsblatts des Mediävistenverbands. 1986 verließ er den Wissenschaftsbetrieb und arbeitete bis 1991 als Redakteur beim VF-Verlag für die Publikationen Oldtimer Markt und Oldtimer Praxis.
Danach machte er sich selbstständig und arbeitet seither als freiberuflicher Schreiber, Fotograf und Unternehmer. 1992 gründete er mit zwei weiteren Branchenkollegen den Autovision-Verlag, Hamburg. 1997 verließ er das Unternehmen und gründete 1997 den Walter Wolf-Verlag, für den er als Geschäftsführer und Autor tätig ist.
Zusammen mit seinem Vater Günther Wolf gibt Walter Wolf seit 2002 die Riedstädter Wörterbücher heraus. Daneben umfasst das Verlagsprogramm eine wissenschaftliche Reihe mit dem Schwerpunkt Georg Büchner, der in Riedstadt-Goddelau geboren wurde.
Walter Wolf ist seit 1975 mit der Finnin Camilla Wolf verheiratet und hat einen Sohn und eine Tochter. Er ist Preisträger der Leica Fotografie 1982 und lebt in Riedstadt.

## Publikationen
- Das GTI-Treffen in Reifnitz / Maria Wörth. Die ersten dreißig Jahre. Verlag Helmut Horn, München, 1. Auflage. 2011, ISBN 978-3-928593-10-6.
- Walter Wolf mit D. Günther: Das Große Buckel-Volvo-Buch. Heel-Verlag, 1990, ISBN 3-89365-220-5.
- Walter Wolf mit D. Günther: Das Große Opel GT-Buch. Heel-Verlag, 1988, ISBN 3-922858-32-5.
- Walter Wolf (Autor): Das Große Ford-Capri-Buch. Heel-Verlag, Reprint 2013, ISBN 978-3-86852-823-7.
- Walter Wolf (Autor): Die großen Tuner. Oettinger, Heel-Verlag, 1990, ISBN 3-89365-217-5.
- Walter Wolf mit D. Günther: Volvo: Die P120-Modelle. Autovision-Verlag, Hamburg 1991, ISBN 3-9802766-1-9.
- Rob(ert) de la Rive Box (Autor), Walter Wolf (Übersetzer): Darf es ein Ferrari sein. Hamburg 1993, ISBN 3-9802766-3-5.
- Walter Wolf (Autor): VW Scirocco. 2. Auflage. Autovision-Verlag, Hamburg, 1995, ISBN 3-9802766-0-0.
- Iva Maasing (Autor), Walter Wolf (Übersetzer): Mein Buckel-Volvo. Walter Wolf-Verlag, 2000, ISBN 3-934820-02-6.
- Assar Gabrielsson/Gustaf Larson (Autoren), Walter Wolf (Übersetzer): Das Volvo-Verkäuferhandbuch von 1936. Walter Wolf-Verlag, limitiert, im Schuber, 2000, ISBN 3-934820-01-8.
- Bertil Hälleby (Autor), Walter Wolf (Übersetzer): Die Entstehungsgeschichte der Schwedischen Automobilindustrie. Volvos Geschichte bis zum PV 444. Walter Wolf-Verlag, 2000, ISBN 3-934820-00-X.
- Kraftfahrzeugtechnisches Wörterbuch schwedisch-deutsch. POD. Walter Wolf-Verlag ab 2000.
- Kraftfahrzeugtechnisches Wörterbuch deutsch-schwedisch. POD. Walter Wolf-Verlag ab 2000.
- Walter Wolf mit D. Günther: Hebmüller. Autovision-Verlag, 2000, ISBN 3-9805832-5-2.
- Iva Maasing (Autor), Walter Wolf (Übersetzer): Mein Volvo Amazon und P1800. Walter Wolf-Verlag, deutsche Ausgabe, 2001, ISBN 3-934820-03-4; zweisprachige Ausgabe, 2014, ISBN 978-3-934820-03-6.
- Günter Wolf (Autor), Walter Wolf (Autor und Illustrator): Kumm ich heit net, kumm ich moije! Riedstädter Wörterbuch Band 1. Eh Büschelsche fer Crumschder, Erweller, Goller, Leehmer unn Wolfskäler – unn die, dies nochnet soin! Walter Wolf-Verlag, Riedstadt, 2002 und 2005, ISBN 978-3-934820-06-7.
- Günter Wolf (Autor), Walter Wolf (Autor und Illustrator): Gehuppt wie Geduppt! Riedstädter Wörterbuch Band 2. Eh Büschelsche fer Crumschder, Erweller, Goller, Leehmer unn Wolfskäler – unn die, dies nochnet soin! Walter Wolf-Verlag, Riedstadt, 2003, ISBN 3-934820-09-3.
- Hilding Fagerberg (Autor), Walter Wolf (Übersetzer): Mit dem Volvo nach Kanaan. Walter Wolf-Verlag, 2003, ISBN 3-934820-07-7.
- Iva Maasing (Autor), Walter Wolf (Übersetzer): Mein Volvo PV544. Walter Wolf-Verlag, 2004, ISBN 3-934820-08-5.
- Walter Wolf (Autor und Illustrator): Datenhandbuch Klassische Volvos. 1946 bis 1993. PV 60, 830, Buckel, Amazon, P 1800, P 1900, 140/164/240/260. Walter Wolf-Verlag, 2004, ISBN 3-934820-11-5.
- Jan Hökerberg (Autor), Walter Wolf (Übersetzer): Der Kampf um Volvo. Walter Wolf-Verlag, 2005, ISBN 3-934820-12-3.
- Walter Wolf (Übersetzer): Mit Volvo durch die Fünfziger. Das Beste aus zehn Jahren Volvo Kundenzeitung „Das Lenkrad“ (Ratten). Walter Wolf-Verlag, 2007, ISBN 978-3-934820-14-2.
- Sven A Hansson (Autor), Walter Wolf (Übersetzer): Mein Saab 92 und 93 Zweitakter. Zweisprachige Ausgabe. Walter Wolf-Verlag, 2010, ISBN 978-3-934820-22-7.
- Walter Wolf mit D. Günther: Volvo P1800. Sportliche Eleganz aus Schweden. Autovision-Verlag, 1998, ISBN 3-9805832-2-8.
- Walter Wolf (Autor): Sammelleidenschaft. Die Volvo-Klassiker. Walter Wolf-Verlag, 2015. ISBN 978-3-934820-20-3
- Hans-Christian Herrmann und Walter Wolf: Volvo P240 und P260 in Deutschland. 2018. ISBN 978-3-934820-28-9
- Walter Wolf u.a: Haube auf! Riedstadt 2018. ISBN 978-3-934820-04-3
- Walter Wolf (Autor): Das große Ford-Capri-Buch. Heel-Verlag, Reprint 2018
- Iva Maasing (Autor), Walter Wolf (Herausgeber): Hur jag får ut mest av Min Volvo PV544. (Schwedisch) Walter Wolf-Verlag, 2018
- Walter Wolf: Die Volvo Klassiker. Walter Wolf-Verlag, 2021. ISBN 978-3-934820-05-0
- Walter Wolf: Die Volvo Klassiker. Teil 1: Buckel, Duett und P1900. 1944 bis 1969. Walter Wolf-Verlag 2021.  ISBN 978-3-934820-40-1
- Walter Wolf: Die Volvo Klassiker. Teil 2: Volvo Amazon. 1956 bis 1970. Walter Wolf-Verlag 2021. ISBN 978-3-934820-39-5
- Walter Wolf: Die Volvo Klassiker. Teil 3: P1800, P1800S, P1800E und P1800ES. 1960 bis 1973. Walter Wolf-Verlag 2021. ISBN 978-3-934820-38-8
- Walter Wolf: Die Volvo Klassiker. Teil 4: P140 und P164. 1966 bis 1974. Walter Wolf-Verlag 2022. ISBN 978-3-934820-41-8